# Associação de Voleibol de Malta
A Associação de Voleibol de Malta  (em inglês:Malta Volleyball Association MVA) é  uma organização fundada em 1984 que governa a pratica de voleibol de Malta, sendo membro da Federação Internacional de Voleibol e da Confederação Européia de Voleibol, a entidade é responsável por  organizar  os campeonatos nacionais de  voleibol masculino e feminino no território..